# Wendell Meredith Stanley
Wendell Meredith Stanley (Ridgeville (Indiana), 16 augustus 1904 – Salamanca (Spanje), 15 juni 1971) was een Amerikaans biochemicus en viroloog die in 1946 de helft van de Nobelprijs voor de Scheikunde kreeg samen en John Howard Northrop voor het zuiveren en kristalliseren van enzymen en viruseiwitten. De andere helft ging naar James Batcheller Sumner.

## Biografie
Stanley werd geboren in de kleine gemeenschap van Ridgeville, Indiana, als zoon van James en Claire Plessinger Stanley, uitgevers van een lokaal dagblad. Als kind hielp hij zijn ouders bij het verzamelen van nieuws, het drukken en bracht de kranten rond. Hij haalde zijn B.Sc. in scheikunde in Richmond, Indiana. Hierna studeerde hij aan de Universiteit van Illinois, waar hij in 1929 zijn Ph.D. behaalde.
Hij deed onderzoek in München en kwam in 1931 weer terug naar de Verenigde Staten. Daar werd hij assistent aan het Rockefeller Institute of Medical Research (RIMR) te Princeton, en hij bleef in die functie tot 1948. Later werd hij hoogleraar biochemie aan de Universiteit van Californië in Berkeley en in 1958 voorzitter van de afdeling biochemie. Ook doceerde hij aan andere universiteiten en bekleedde vele functies in wetenschappelijke organisaties.
Stanleys werk droeg bij aan de kennis van lepracidal verbindingen, diphenyl stereochemie en de chemie van sterolen. Zijn onderzoek naar het virus dat de mozaïekziekte in tabaksplanten veroorzaakt leidde tot de isolatie van een nucleoproteïne dat tabakmozaïekvirusactiviteit vertoonde. Deze ontdekking leverde een belangrijke bijdrage tot de opheldering van de structuur van virussen.
Hij kreeg in 1946 de Nobelprijs voor de Scheikunde. Zijn andere prijzen zijn onder andere de Rosenburger Medal, Alder Prize en de Scott Award.
Stanley huwde in 1929 Marian Staples Jay, die hij had ontmoet op de Universiteit van Illinois toen ze beide studenten scheikunde waren. De Stanleys hadden drie dochters en een zoon. Hij overleed op 66-jarige leeftijd in Spanje aan een hartaanval toen hij daar een conferentie over biochemie bezocht.
1901: Van 't Hoff ·
1902: E. Fischer ·
1903: Arrhenius ·
1904: Ramsay ·
1905: Baeyer ·
1906: Moissan ·
1907: Buchner ·
1908: Rutherford ·
1909: Ostwald ·
1910: Wallach ·
1911: Curie ·
1912: Grignard, Sabatier ·
1913: Werner ·
1914: Richards ·
1915: Willstätter ·
1918: Haber ·
1920: Nernst ·
1921: Soddy ·
1922: Aston ·
1923: Pregl ·
1925: Zsigmondy ·
1926: Svedberg ·
1927: Wieland ·
1928: Windaus ·
1929: Harden, Euler-Chelpin ·
1930: H. Fischer · 
1931: Bosch, Bergius ·
1932: Langmuir ·
1934: Urey ·
1935: F. Joliot-Curie, I. Joliot-Curie ·
1936: Debye ·
1937: Haworth, Karrer ·
1938: Kuhn ·
1939: Butenandt, Ružička ·
1943: Hevesy · 
1944: Hahn ·
1945: Virtanen ·
1946: Sumner, Northrop, Stanley ·
1947: Robinson · 
1948: Tiselius · 
1949: Giauque ·
1950: Diels, Alder ·
1951: McMillan, Seaborg ·
1952: Martin, Synge ·
1953: Staudinger ·
1954: Pauling ·
1955: Vigneaud ·
1956: Hinshelwood, Semjonov ·
1957: Todd ·
1958: Sanger ·
1959: Heyrovský ·
1960: Libby ·
1961: Calvin ·
1962: Perutz, Kendrew ·
1963: Ziegler, Natta ·
1964: Hodgkin ·
1965: Woodward ·
1966: Mulliken ·
1967: Eigen, Norrish, Porter ·
1968: Onsager ·
1969: Barton, Hassel ·
1970: Leloir ·
1971: Herzberg ·
1972: Anfinsen, Moore, Stein · 
1973: E.O. Fischer, Wilkinson · 
1974: Flory ·
1975: Cornforth, Prelog ·
1976: Lipscomb ·
1977: Prigogine · 
1978: Mitchell ·
1979: Brown, Wittig ·
1980: Berg, Gilbert, Sanger ·
1981: Fukui, Hoffmann ·
1982: Klug ·
1983: Taube ·
1984: Merrifield ·
1985: Hauptman, Karle ·
1986: Herschbach, Lee, Polanyi ·
1987: Cram, Lehn, Pedersen ·
1988: Deisenhofer, Huber, Michel ·
1989: Altman, Cech ·
1990: Corey ·
1991: Ernst ·
1992: Marcus ·
1993: Mullis, Smith ·
1994: Olah ·
1995: Crutzen, Molina, Rowland ·
1996: Curl, Kroto, Smalley ·
1997: Boyer, Walker, Skou ·
1998: Kohn, Pople ·
1999: Zewail ·
2000: Heeger, MacDiarmid, Shirakawa ·
2001: Knowles, Noyori, Sharpless ·
2002: Fenn, Tanaka, Wüthrich ·
2003: Agre, MacKinnon ·
2004: Ciechanover, Hershko, Rose ·
2005: Grubbs, Schrock, Chauvin ·
2006: Kornberg ·
2007: Ertl ·
2008: Shimomura, Chalfie, Tsien ·
2009: Steitz, Yonath, Ramakrishnan ·
2010: Heck, Negishi, Suzuki ·
2011: Shechtman ·
2012: Kobilka, Lefkowitz ·
2013: Karplus, Levitt, Warshel ·
2014: Betzig, Hell, Moerner ·
2015: Lindahl, Modrich, Sancar ·
2016: Sauvage, Stoddart, Feringa ·
2017: Dubochet, Frank, Henderson · 
2018: Arnold, Winter, Smith ·   
2019: Goodenough, Whittingham, Yoshino ·
2020: Charpentier, Doudna ·
2021: List, MacMillan ·
2022: Bertozzi, Meldal, Sharpless ·
2023: Bawendi, Brus, Jekimov ·
2024: Baker, Hassabis, Jumper